# キュラソー (酒)

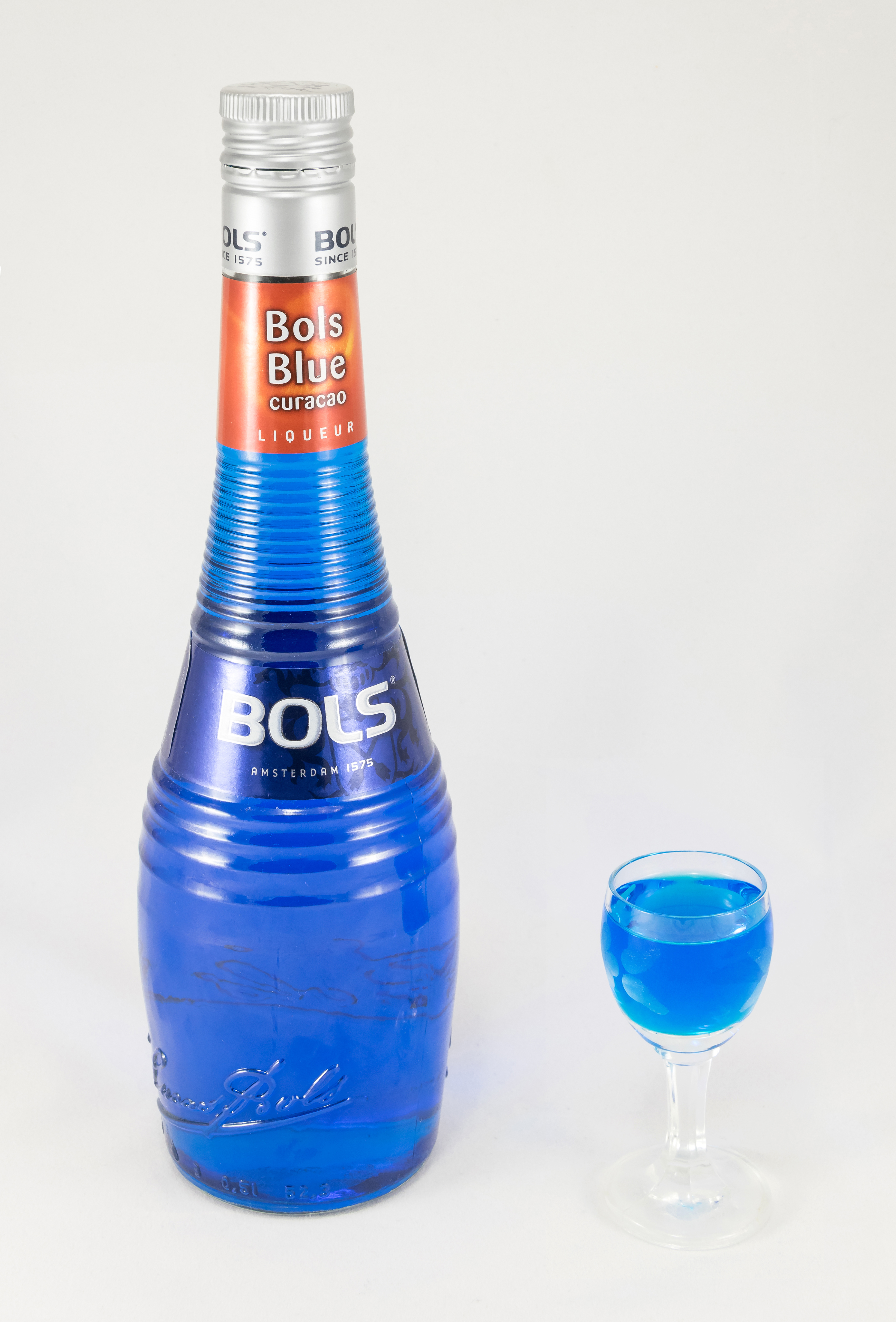
ブルー・キュラソー

キュラソー (オランダ語: curaçao) は、酒の一種。リキュールに分類される。中性スピリッツやブランデーに、オレンジの果皮の香味成分と、糖分を加えたもの。

## 概要
キュラソーはオレンジのリキュールだが、その製造にはオレンジの果汁や果肉は原則として用いられず、果皮のみを使用している。17世紀後半、南米ベネズエラ沖のオランダ領キュラソー島産のオレンジ果皮を使用して、オランダ本国で作り出された。
リキュールの中でも、キュラソーは銘柄数が多い。有名なものとしてホワイト・キュラソーのコアントローと、オレンジ・キュラソーのグラン・マルニエがあげられる。ボルス、デ・カイパー、キューゼニア、マリー・ブリザールなどのリキュール・メーカーもそれぞれキュラソーを出している。
なお、18世紀中頃のオーストリアの女帝マリア・テレジアは、コーヒーカップにキュラソーを注ぎ、そこにホットコーヒーを加え、さらにホイップクリームを浮かせて、軽い小粒の飴を乗せた飲み物を好んだと言われている。
この女帝の影響でウィーンではコーヒーが普及したとも言われ、1980年のマリア・テレジア没後200年のイベントでは、オーストリア中のコーヒーハウスのメニューに、彼女が好んだと言われている上記のドリンクが「カフェ・マリア・テレジア」として載せられた。
さらに、コアントローやグラン・マルニエをホットコーヒーに入れて飲むことが、フランスやイギリスで広まっていたりもする。
このように古くから、利用されてきたリキュールと言える。この他、製菓などにも利用されるなど、利用法も多岐に渡る。

## 各色のキュラソー
キュラソーには大きく分けて、無色透明のホワイト・キュラソーと、橙色のオレンジ・キュラソーがある。ホワイト・キュラソーにはトリプル・セックという別称がある。他の色のキュラソーとして、青色のブルー・キュラソー、緑色のグリーン・キュラソー、赤色のレッド・キュラソーも存在する。これらは、ホワイト・キュラソーを合成着色料で着色したものである。カクテルの着色のために、しばしば使用されている。この着色料の添加のために、ホワイト・キュラソーに近いものの、ホワイト・キュラソーとは若干味が異なるとされる。
なお、オレンジ・キュラソーは、基本的に樽熟成による着色だが、その他の材料によっても色が付いている。場合によってはカラメル色素などで色調の調整がなされる場合もある。オレンジ・キュラソーは樽熟成による樽からの成分の溶出などがあるために、ホワイト・キュラソーとは味が異なる。

## キュラソーを使ったカクテル
キュラソーは非常に多くのカクテルで使用される。主要なものだけでも以下の通り。
- サイドカー
- ホワイト・レディ
- バラライカ
- X・Y・Z
- マルガリータ
- ウイスキー・サイドカー

以上は、いずれも「蒸留酒」＋「ホワイト・キュラソー」＋「レモン・ジュース」という構成であり、カクテルの一類型をなしている。
- キングス・バレイ
- ブルー・ハワイ
- ブルー・マンデー

以上は、ブルー・キュラソーによる着色を利用したカクテルとして知られる。
その他に、以下のようなものがある。
- オリンピック
- カールトン
- カミカゼ
- グラン・マルニエ・オレンジ
- コアントロー・オレンジ
- コアントロー・トニック
- コスモポリタン
- ビトウィーン・ザ・シーツ
- ハイ・ライフ
- マイアミ・サンセット
- マイアミ・ビーチ

また、これはホットコーヒーの飲み方の範疇に入るとする見方もあるが、フランスやイギリスでは、ホットコーヒーにグラン・マルニエを入れて飲むということが、しばしば行われる。他にも、コアントローが作られているフランスでは、ホットコーヒーにコアントローを入れて飲むということが、しばしば行われる。